# Ipuh Ii/Ce Sp IV /Makmur Jaya
Ipuh Ii/Ce Sp IV /Makmur Jaya is een bestuurslaag in het regentschap Muko-Muko van de provincie Bengkulu, Indonesië. Ipuh Ii/Ce Sp IV /Makmur Jaya telt 565 inwoners (volkstelling 2010).